# Juan-David Nasio
 (juillet 2014).
Si vous disposez d'ouvrages ou d'articles de référence ou si vous connaissez des sites web de qualité traitant du thème abordé ici, merci de compléter l'article en donnant les références utiles à sa vérifiabilité et en les liant à la section « Notes et références ».
Juan-David Nasio, né en 1942 à Rosario en Argentine, est un psychiatre, psychanalyste et essayiste franco-argentin. Il est l'un des fondateurs des Séminaires psychanalytiques de Paris.

## Biographie
Juan-David Nasio réalise ses études de médecine à l'université de Buenos Aires et son internat de psychiatrie à l'hôpital Evita de Lanús. En 1969, il vient en France pour suivre l’enseignement de Jacques Lacan, dont il corrige la traduction des Écrits en espagnol. En mai 1979, il prononce une leçon sur le « sujet de l’inconscient », dans le séminaire de Lacan.
Il est chargé de cours à l’université Paris-VII durant trente ans, et il tient un séminaire dans le cadre de l’École freudienne de Paris de 1977 à 1980. Après la dissolution de l'association, il fonde en 1986 les Séminaires psychanalytiques de Paris.
Il est l'auteur d'ouvrages de diffusion de la pensée psychanalytique.

## Distinctions
- 1999 : chevalier de la Légion d’honneur[2].
- 2001 : citoyen d'honneur de Rosario
- 2004 : officier de l’ordre national du Mérite.
- 2012 : docteur honoris causa de l’Université de Buenos Aires et de l’Université de Tucuman
- 2015 : docteur honoris causa de l'Universidad Autónoma del Estado de México.
- 2016 : docteur honoris causa de l'Université de Rosario[3] et de l'Université Siglo 21 de Cordoba[4].
- 2017 : docteur honoris causa de la Southern Connecticut State University[5].

## Publications récentes
- L’Œdipe. Le concept le plus crucial de la psychanalyse, Payot, 2012
- Le Fantasme. Le plaisir de lire Lacan, Payot, 2005
- La Douleur d’aimer, Payot, 2005
- La Douleur physique, Payot, 2006
- Mon corps et ses images, Payot, 2013
- Les Yeux de Laure. Nous sommes tous fous dans un recoin de notre vie, Payot, 2009qui
- Introduction à la topologie de Lacan, Payot, 2010
- Comment agir avec un adolescent en crise ?, Payot, 2013
- L’inconscient, c’est la répétition !, Payot, 2012
- L’Inconscient de Vallotton, RMN - Grand Palais ; Musée d'Orsay, 2013
- Art et psychanalyse, Payot, 2014
- Oui, la psychanalyse guérit !, Payot, 2016
- Tout le monde peut-il tomber en dépression ?, Payot, 2021
- Dix Histoires de vie, de souffrance et d'amour, Gallimard / France Inter, 2023.
- Clara, le bébé qui revient à la vie, Payot, 2024.